# Ловска Михайло Федорович
Михайло Федорович Ловска (нар. 7 березня 1959, Ільниця, Іршавський район, Закарпатська область, УРСР) — радянський та український футболіст, півзахисник.

## Життєпис
Народився в селі Ільниця, Іршавського району. Вихованець іршавської ДЮСШ. Дорослу футбольну кар'єру розпочав 1979 року в аматорському колективі «Сокіл» (Гайсин). Того ж року призваний на військову службу, яку проходив у футбольній команді ЛВВПУ. У 1981 році прийняв запрошення від ужгородської «Говерли», яка наступного року змінила назву на «Закарпаття». У команді відіграв майже 10 років, неодноразово виводив команду на футбольне поле з капітанською пов'язкою. У 27-річному віці отримав запрошення від київського «Динамо», але залишився вірним клубу із Закарпаття. Влітку 1990 року у віці 31 року виїхав за кордон, де протягом двох сезонів захищав кольори словацького клубу «Земплін» (Михайлівці). У 1991 році, під час паузи у футбольних змаганнях Чехословаччини, виступав за аматорський колектив «Андезит» (Хуст). У 1992 році повернувся до України. Виступав за «Аваль» (Довге) спочатку в чемпіонаті Закарпатської області, а в сезоні 1993/91 років провів 1 поєдинок в аматорському чемпіонаті України, після чого завершв кар'єру гравця.

## Досягнення

### Як гравця
«Закарпаття» (Ужгород)
- Друга ліга СРСР
  -  Бронзовий призер (1): 1986 (6-та зона)